# 小酒井正和
小酒井 正和（こざかい まさかず、1972年 ‐　）は、日本の会計学者。専門は、管理会計論・マネジメントコントロール論・ITマネジメント。学位は、博士（経営学）（専修大学・2007年）。玉川大学教授。管理会計・ITマネジメント・品質管理・原価管理・生産管理・経営戦略マネジメントまでカバー、理論及び実践を志向する研究を行う。
埼玉県日高町議会第10代議長の小酒井一平の孫。チロリアンハットやソフトハットなどのハットがトレードマーク。

## 経歴
- 1996年（平成8年）- 専修大学経営学部経営学科卒業[3]。
- 1998年（平成10年）- 専修大学大学院経営学研究科経営学専攻修士課程修了[3]。
- 1999年（平成11年）- 青山学院大学総合研究所客員研究員に就任。（〜2001年, 2003年〜2010年）[3]
- 2001年（平成13年）
  - 専修大学大学院経営学研究科経営学専攻博士後期課程単位取得退学[3]。
  - 青山学院大学経営学部助手（〜2003年 3月）[3]
- 2003年（平成15年）- 専修大学北海道短期大学商科専任講師、商経社会総合学科准教授（〜2007年 3月）[3]
- 2006年（平成18年）- 武蔵大学総合研究所 研究員（～2010年）[3]
- 2007年（平成19年）
  - 専修大学より博士（経営学）の学位を取得[3]。
  - 玉川大学工学部マネジメントサイエンス学科准教授[3]（経営戦略マネジメント・経済性分析・コストマネジメントなどを、着任後、担当）
- 2008年（平成20年）- 青山学院大学ヒューマン・イノベーション研究センター客員研究員（〜2017年3月）[3]
- 2017年（平成29年）-玉川大学学術研究所先端知能・ロボット（AIBot）研究センター研究員 エヴァンジェリスト（〜現在）[3]
- 2018年（平成30年）-玉川大学工学部マネジメントサイエンス学科教授（〜現在）[3]

## 著書
中心的研究テーマは、管理会計論およびマネジメントコントロールの視座によるITマネジメント。バランスト・スコアカード（BSC）の論理的枠組みの研究をベースとした研究が多い。
- 『BSCによる戦略志向のITマネジメント』（単著）, 白桃書房,2008.[4]
- 『建設業経営革新のためのコストマネジメント』（共著）, 建設業経理研究所,  2002.[4]
- 『ｅラーニング実践法―サイバーアライアンスの世界―』（共編著）, オーム社, 2003.
- 『企業価値創造の管理会計』（共著）, 同文舘出版, 2007.[4]
- 『IT投資マネジメントの発展－IT投資効果の最大化を目指して－』（共著）, 白桃書房, 2007.[4]
- 『経営戦略理論史』（共著）, 学文社, 2008.[4]
- 『インタンジブルズの管理会計』（共著）, 中央経済社, 2012.[4]
- 『IT投資マネジメントの変革』（共著）, 白桃書房, 2013.[4]
- 『ケース管理会計』（共著）, 中央経済社, 2017.[4]
- 『マネジメント・アカウンティング』（共訳書）, TAC出版, 2000.[4]
- 『戦略マップ』（共訳書）, 東洋経済新報社, 2013.[4]

## 研究論文
論文は，バランスト・スコアカード（BSC）の論理的枠組みを用いたIT投資マネジメントとIT部門/IT組織の組織変革に関する研究が多い。主要論文は以下の通り。
- 「ABCパッケージを活用したABCシステムの構築に関する一考察―ABCシステムと「原価計算基準」との関係―」『原価計算研究』（日本原価計算研究学会）, Vol.25, No.1, 2001, pp.39-46.[5]
- 「無形の資産を創造するITマネジメントのあり方」『原価計算研究』（日本原価計算研究学会），Vol.30, No.2, 2006, pp.42-52.[5]
- “The Impact of J-Cost Theory and Material Flow Cost Accounting on Manufacturing Businesses,” Journal of Management Science (International Conference on Business Management), Vol.1, 2010, pp.23-30.[5]
- “The Performance Evaluation Systems for Strategic-focused IT organizations: Information capital management in the intangibles-oriented management,” Journal of Management Science (International Conference on Business Management), Vol.2, 2011, pp.75-88.[5]
- 「IT組織の組織変革に影響を与える業績評価システム−マネジメントコントロールによる影響システムからの考察−」『ビジネス・マネジメント研究』（日本ビジネス・マネジメント学会）, 第9号, 2013, pp.1-18.[5]
- “Key Performance Measures on the Strategic-Focused IT Organization in Japanese Companies：A Empirical Study on The Information Capital Readiness, IT Budgeting Processes Organizational Cultures,” Business and Accounting Research, Vol.2, 2013, pp. 23-32.[5]
- “The Integration of Information Capital, Human Capital and Organization Capital in the Enterprise-wide IT Solution: Relationship between Intangibles and Performance Evaluation Systems in IT Organizations,” Business and Accounting Research, Vol.4, 2015, pp.9-17.[5]
- 「ICTを活用したアクティブラーニングの可能性と課題—ビジネス教育とSTEM教育との統合—」『玉川大学教師教育リサーチセンター年報』（玉川大学教師教育リサーチセンター）, 第5号, 2015, pp.45-54.[5]KOZAKAI, Masakazu, “Redefining the roles of value engineering in new product development,” Journal of Management Science (International Conference on Business Management), Vol.6, 2016, pp.1-8. [5]
- 田坂公、小酒井正和「原価企画現地化の課題は何か−マレーシア進出企業への実態調査」『企業会計』（中央経済社）, Vol.69, No.5, 2017, pp102-107.[5]

## 受賞歴
- 日本ビジネス・マネジメント学会賞業績賞（2011年）[6]
- The Best Poster Award on The 2012 Academic Conference on Business Administration（2012年）[6]
- 日本経営実務研究学会賞功労賞（2012年）[6]
- 日本商学研究学会賞学術賞（2013年）[6]
- 全日本能率連盟顕彰碑（2017年）[6]
- 日本会計教育学会学会賞（2017年）[7]

## 教育活動
（出典）
『コザカイ組』と呼ばれるグループを主宰し、若手人材の成長の場を提供する。メンバー構成はゼミ生が中心ではあるが、他大学の学生および社会人も参加する。
1999年に青山学院大学総合研究所客員研究員就任前の1998年から、ICTを活用する教育方法の開発、推進普及活動を行う。2013年からは、教育ICTの普及を目指すイノベーター集団iTeachersのメンバーとして活動。教育現場でのICT活用を支援する活動を行う。動画番組『iTeachersTV』では、「授業で使えるツール活用講座」などを担当。
青山学院大学ヒューマンイノベーション研究センターの客員研究員としても活動、教育ICTやeラーニングの人材育成に携わる。

## 社会的活動
2014年からITACHIBA実行委員会へ参加し、IT業界の未来について議論するITACHIBA会議というイベント開催を手がける。ITACHIBAでの肩書きはプロフェッサー。
2017年からNPO法人iTeachers Academyの監事を務め、ボランティアで教師や教師志望の学生に対してプログラミング教育やICTを活用した指導法の指導を担当する。

## 作家活動
（出典）
コザカイマサカズ名義で作家活動も行う。2015年度iPhoneケース展アート部門において作品名『ドローンの巣』で(株)ワコム賞を受賞。萌えキャラカメラアプリ『海ガク』の開発に参加（アートディレクター）。古河市教育委員会のキャラクター『ファーストペンギン（愛称"ペンちゃん"）』のコンテンツプロデュースを担当（ただし、デザインは歩【AYUMU】が担当）。
2018年には、共同企画写真展「撮ルンです」（Yellow Toes）を開催。

## 恩師
指導教授は、櫻井通晴（専修大学、管理会計）。